# Distretto di Tieshangang
Il distretto di Tieshangang (铁山港区S, Tiěshāngǎng QūP) è un distretto della Cina, situato nella regione autonoma di Guangxi e amministrato dalla prefettura di Beihai.